# Боччи, Марко
Марко Боччи (итал. Marco Bocci; настоящее имя — Марко Боччиолини, итал. Marco Bocciolini; род. 4 августа 1978, Маршано) — итальянский актёр театра, кино и телевидения, режиссёр, писатель

. Наиболее известен по ролям в телевизионных сериалах «Криминальный роман» и «Антимафия. Палермо сегодня».

## Биография
Изучал актерское мастерство в Консерватории театрального драматического искусства «La Scaletta» в Риме. На театральной сцене с 2000 года. В 2001 году начал сниматься на телевидении и в кино. Настоящий успех принесли роли полицейских в популярных телесериалах «Криминальный роман» по книге Джанкарло Де Катальдо и «Антимафия. Палермо сегодня».
Успешными оказались и такие его актерские работы, как телефильм «Тысяча и одна ночь. Аладдин и Шахерезада» (2012) с участием Ванессы Эсслер и Пас Вега, комедия «Извините, если я существую!» (2014) с Раулем Бова и Паолой Кортеллези и драма с элементами эротики «Мне необходимо быть вместе с тобой» (2015), где он сыграл вместе с Клаудией Джерини.
В 2016 году опубликовал роман «A Tor Bella Monaca non piove mai» (на другие языки не переводился). В 2019 году завершил съемки одноименного фильма (в русском переводе «Этот безумный мир»), где выступил как режиссер и сценарист. Главные роли исполнили Либеро Де Риенцо, Антония Лискова и Андреа Сарторетти.
В октябре 2020 года вышел его второй роман «In provincia si sogna sbagliato».
В сентябре 2021 года награждён премией Гвидо Челано как лучший театральный исполнитель за роль в моноспектакле «Lo Zingaro».
В мае 2023 года вышла в прокат его вторая полнометражная режиссёрская работа — психологический триллер «Охота», где он также исполнил одну из второстепенных ролей.

## Личная жизнь
В 2013 году встречался с певицей Эммой Марроне.
С 5 июля 2014 года женат на актрисе Лауре Кьятти. У пары двое сыновей — Энеа (род. 22 января 2015 г.) и Пабло (род. 8 июля 2016 г.) Вместе с женой и детьми проживает в городе Перуджа.

## Фильмография
Актёр
- 2001 — Рыцари крестового похода/I cavalieri che fecero l'impresa — рыцарь
- 2001 — Украденные сердца (телесериал)/Cuori rubati — Орландо Олива
- 2003 — Салон красоты (телесериал)/Il bello delle donne — любовник Луки
- 2005—2006 — Страсти по-итальянски (телесериал)/Incantesimo — Адриано Гомес
- 2006 — Доказательства преступления (телесериал)/R.I.S. Delitti imperfetti — Стефано Виетти
- 2006 — Радио Sex (телесериал)/Radio Sex — Пьетро
- 2006 — Вторник (короткометражный)/Martedì — Марко
- 2006 — Борджиа/Los Borgia — Пьетро Бембо
- 2006 — Американский дядюшка 2 (телесериал)/Lo zio d'America 2 — Лука
- 2007 — Удар лапой тигра (телефильм)/Graffio di tigre — Нероне
- 2007 — Катерина и её дочери (телесериал)/Caterina e le sue figlie — Пьетро Трамонти
- 2008 — Мой муж — сыщик (телесериал)/Ho sposato uno sbirro — Симоне Андреа
- 2008 — Вмешательство (короткометражный)/Interferenze
- 2008—2010 — Криминальный роман (телесериал)/Romanzo criminale. La serie — комиссар Никола Шалойя
- 2009 — Влюблённая ведьма (телефильм)/Un amore di strega — Макс
- 2009 — Прекрасное общество/La bella societa — Джорджио
- 2009 — Ателье Фонтана/Atelier Fontana. Le sorelle della moda — Энрико Ланди
- 2011 — Кто-то говорит нет/C'è chi dice no — Пино
- 2011 — Комиссар Дзагария (телефильм)/Il commissario Zagaria — Стефано Амато
- 2011—2013 — Антимафия. Палермо сегодня (телесериал, сезон 3—7)/Squarda antimafia. Palermo oggi — вице-комиссар Доменико Калькатерра
- 2012 — Тысяча и одна ночь. Аладдин и Шахерезада/Le mille e una notte. Aladino e Sherazade — Аладдин
- 2013 — Прослушивание (короткометражный)/The Audition — актёр на прослушивании
- 2013 — К2 — гора итальянцев (телефильм)/K2 — La montagna degli italiani — Вальтер Бонатти
- 2014 — Итало Барокко/Italo — Антонио Бланко
- 2014 — Я романтичный ром/Io rom romantica — Алессандро
- 2014 — Извините, если я существую!/Scusate se esisto! — Николя
- 2015 — Мне необходимо быть вместе с тобой/L'esigenza di unirmi ogni volta con te/Getaway of Love — Леонардо
- 2016 — Смотри, как они падут/Watch Them Fall — Марти
- 2016—2018 — Соло (телесериал)/Solo — Марко Пагани
- 2017 — Банда троих/La banda dei tre —	Энрико Бамбола
- 2018 — Марио Франчезе: Смерть от рук мафии (телефильм)/Delitto di mafia: Mario Francese — Джузеппе Франчезе
- 2018 — Псы под прикрытием (мультфильм)/Show Dogs — Чарли (голос в итальянской версии)
- 2019 — Музыканты (телесериал)/La compagnia del cigno — маэстро Руджеро Фиори
- 2019 — Сделано в Италии (телесериал)/Made in Italy — Джон Сасси
- 2019 — Этот безумный мир/A Tor Bella Monaca non piove mai — сосед (эпизод)
- 2019 — Халифская мечта/De sable et de feu — Мануэль Годой
- 2020 — Девятый калибр/Calibro 9 — Фернандо Пьяцца
- 2021 — Вооруженные ублюдки/Bastardi a mano armata — Серджо
- 2021 — До последнего удара (мини-сериал)/Fino all'ultimo battito — Диего Манчини
- 2022 — Странный мир (мультфильм)/Strange World — Сёрчер Клейд (голос в итальянской версии)
- 2022 — Остаться в живых/The Boat — Энрико Черчи
- 2023 — Охота/La caccia — Нило
- 2023 — Двойная игра/Double Soul — Омар
- 2023 — Заложники моря (мини-сериал)/Unwanted — Ostaggi del mare — капитан Арриго Бенедетти Валентини

Режиссёр
- 2018 — Склонен к благополучию: возможно, он теряет здоровье в поисках этого (короткометражный)/Incline al benessere: forse perde la salute cercandola (также автор сценария)
- 2019 — Этот безумный мир/A Tor Bella Monaca non piove mai/It's Mad World (также автор сценария на основе собственного одноимённого романа)
- 2023 — Охота/La caccia (также автор сценария)

## Роли в театре
- 2000 — Rebus (разные авторы), реж. Джорджио Де Виргилис
- 2000 — La moglie ingenua e il marito malato (Ашиль Кампаниль), реж. Джорджио Де Виргилис
- 2001 — Angeli danzanti (Дж. Палермо Раймонди), реж. Дж. Палермо Раймонди
- 2001 — L'uomo che voleva salvare il mondo (Дж. Палермо Раймонди), реж. Дж. Палермо Раймонди
- 2002 — Волчица (Джованни Верга), реж. Джованни Баттиста Диотаджути  — Нанни Ласка
- 2002 — Come le foglie (G. Giacosa), реж. Р. Сильвестри
- 2003 — Il giro-tindo (Артур Шницлер), реж. Р. Сильвестри
- 2003 — Безумие любви (Сэм Шепард), реж. Джованни Баттиста Диотаджути — Томми
- 2004 — Король слушает (Итало Кальвино), реж. Лука Ронкони
- 2004 — Джульетта и Рахман (по произведению Вико Фаджи), реж. Джорджио Де Виргилис — Рахман
- 2005 — Pardi?! (Лука Монти), реж. Лука Монти — Даниэль
- 2005 — Ромео и Джульетта (Уильям Шекспир), реж. Энрико Петронио
- 2006 — Сирано де Бержерак (Эдмон Ростан), реж. Ф. Татулли — Кристиан
- 2007 — The Laramie Project (Мозес Кауфман), реж. Энрико Мария Ламанна
- 2008 — Non lo dico a nessuno, реж. Лука Монти
- 2009 — Ultima stagione in serie A, реж. Мауро Мандолини
- 2016 — Модильяни, реж. Анджело Лонгони — Амедео Модильяни
- 2020 — Lo Zingaro (Марко Бонини, Джанни Корси), реж. Алессандро Маджи

## Награды и номинации
Roma fiction fest
- 2015 — Специальная премия Telegatto.

Кинофестиваль в Таормине
- 2015 — Премия Cariddi.

Премия Гвидо Челано
- 2021 — Лучший театральный исполнитель (Lo Zingaro).

Vespertilio Awards
- 2022 — Номинация на лучшего актёра (Вооружённые ублюдки)[10].